# Business Process Management Initiative
Le Business Process Management Initiative (BPMI) était un consortium d'entreprises spécialisées dans le marché des produits pour la gestion des processus. Il avait pour but de promouvoir des spécifications communes, dont une notation graphique pour la modélisation de processus appelée Business Process Modeling Notation (BPMN).  Cette organisation a fusionné avec l'Object Management Group (OMG) en juin 2005 pour y donner naissance à un groupe de travail thématique voué à la modélisation et à l'intégration de processus, sous l’appellation « Business Modeling & Integration Domain Task Force ».  